# Новоюгино
Новою́гино (рос. Новроюгино) — село у складі Каргасоцького району Томської області, Росія. Адміністративний центр Новоюгинського сільського поселення.

## Населення
Населення — 538 осіб (2010; 575 у 2002).
Національний склад (станом на 2002 рік):
- росіяни — 77 %
- німці — 8 %
- ханти — 4 %
- селькупи — 3 %